# جاسم محمد خلف الركابي
جاسم محمد خلف مجلي الركابي هو مؤرخ وعالم جغرافي وسياسي عراقي ولد في الناصرية سنة 1934 أو 1935 على خلاف، أو 1940 حسب يذكر الدكتور إبراهيم العلاف.
خريج قسم التاريخ بكلية الآداب - جامعة بغداد. 
شغل منصب محافظ نينوى من 13 شباط 1978 الى 27 أيار 1978. كما شغل منصب وزير التعليم العالي والبحث العلمي للفترة من 12 آب 1979 إلى 26 تموز 1981.
كان قياديا في حزب البعث العربي الاشتراكي، وشغل منصب مدير مكتب الأمانة العامة في القيادة القومية لحزب البعث.